# 李明幸
李明幸（1966年12月27日—）為台灣女性配音員。

## 配音作品
- 主要角色名稱以粗體顯示。

### 台灣動畫
| 播映年份 | 作品名稱         | 配演角色        | 配演語言 | 首播平台 | 備註  |
| -------- | ---------------- | --------------- | -------- | -------- | ----- |
| 2011     | 山豬 飛鼠 撒可努 |                 | 國語     | 公視     |       |
| 2013     | 100個種子的祕密  | 憨吉阿嬤 憨吉媽 | 國語     | 華視     | [ 1 ] |

### 台灣遊戲
| 年份 | 遊戲名稱     | 配演角色           | 配演語言 | 備註 |
| ---- | ------------ | ------------------ | -------- | ---- |
| 1999 | 新絕代雙驕   | 張菁 憐星 開頭旁白 | 國語     |      |
| 2000 | 新絕代雙驕貳 | 張菁 憐星          | 國語     |      |
| 2006 | 大富翁8      | 金泡菜             | 國語     |      |
| 2007 | 幻想三國誌4  | 蘇袖               | 國語     |      |

### 中國大陸動畫
| 播映年份 | 作品名稱       | 配演角色                      | 配演語言 | 首播平台   | 備註 |
| -------- | -------------- | ----------------------------- | -------- | ---------- | ---- |
|          | 戰龍四驅       | 韋天龍 霍天 高小雲            | 國語     | 東森幼幼台 |      |
|          | 火力少年王3    | 凌亮                          | 國語     |            |      |
| 2010     | 果寶特攻       | 鳳梨吹雪                      | 國語     | 東森幼幼台 |      |
| 2011     | 神獸金剛       | 林聰                          | 國語     | MOMO親子台 |      |
| 2012     | 甜心格格       | 小咪 肥郡主                   | 國語     | MOMO親子台 |      |
| 2012     | 喜羊羊與灰太狼 | 懶羊羊 暖羊羊 紅太狼 羚羊王子 | 台語     | 中視       |      |

### 日本動畫
| 播映年份 | 作品名稱                          | 配演角色 | 配演語言 | 首播平台       | 備註                                                   |
| -------- | --------------------------------- | --- | -------- | -------------- | ------------------------------------------------------ |
|          | 神秘的世界ova                     | 水原誠 烏拉 雪菈雪菈 | 國語     | 中都卡通台     |                                                        |
| 1996     | 灌籃高手                          | 啦啦隊女生 | 國語     | 華視           |                                                        |
| 1997     | 機動戰艦                          | 天河明人（ep.3-4） 阿純                                                                                                   | 國語     | 超視           |                                                        |
| 1998     | NG騎士檸檬汽水&40                 | 馬場檸檬 | 國語     | 中都卡通台     |                                                        |
| 1998     | VS騎士檸檬汽水&40炎               | 冰淇淋 | 國語     | 中都卡通台     |                                                        |
| 2000     | 神奇寶貝                          | 小智 小拉達（ep.196） | 國語     | 中視           | ep.105-208，群英社版本                                 |
| 2001     | 純情房東俏房客                    | 卡歐拉蘇 青山素子 浦島晴香                                                                                                | 國語     | 超視           | 與中視版本不同                                         |
| 2003     | 網球王子                          | 龍崎堇 堀尾聰史 芝砂織 越前倫子 泰利·葛利菲 史蒂芬妮 高山美奈子                                                           | 國語     | 中視           | [ 2 ]                                                  |
| 2003     | 科學小飛喵                        | 咪兒/女飛喵 鈴子老師 喵太助 銀姐 蝙蝠小子                                                                                 | 國語     | 東森幼幼台     |                                                        |
| 2003     | 快樂小丸日記                      | 小花 噗噗 | 國語     | 東森幼幼台     |                                                        |
| 2003     | 花田少年史                        | 花田壽枝 小猛（幼年） 齊藤洋平 村上美代子 橫溝仁志 / 橫溝仁美 中島貴人 佳奈                                               | 國語     | 八大綜合台     |                                                        |
| 2004     | 元氣五胞胎                        | 森野圓圓 媽媽 山边小彦 小橘                                                                                               | 國語     | 迪士尼頻道     |                                                        |
| 2004     | 小紅帽恰恰                        | 阿力 德蕾絲 白雪 | 國語     | 衛視中文台     | 與卡通頻道版本不同，迪士尼頻道、MOMO親子台也播映此版本 |
| 2005     | 花田少年史                        | 村上壯太 靈媒 花小姐 洋平 玲子（倫子）                                                                                    | 台語     | 華視           |                                                        |
| 2005     | 真珠美人魚                        | 香蓮 諾葳爾 小波 瀧夫人 阿克安·雷芝娜 愛莉爾 瑪莉亞 米凱爾 天城米兒 十二音色小合音1/6/11 佳乃 老婆婆 芽流的母親 銀子 雪繪 | 國語     | 東森幼幼台     |                                                        |
| 2005     | 高爾夫小子                        | 彈道 彈道的姊姊 | 國語     | 卡通頻道       |                                                        |
| 2005     | 凡爾賽玫瑰                        | 奧斯卡·法蘭索瓦·德·傑爾吉（歐思嘉·法蘭索瓦）                                                                              | 國語     | TVBS-G         | 與華視、衛視中文台、三立都會台版本不同                 |
| 2006     | 我們的仙境                        | 白鳥隆士 | 國語     | MOMO親子台     |                                                        |
| 2006     | 羅密歐的藍天                      | 羅密歐 安東尼奧 里那魯多 李納多 旁白                                                                                      | 國語     | TVBS-G         | 與華視版本不同                                         |
| 2006     | 極上生徒會                        | 銀河久遠 角元鈴音 辛蒂·真鍋 伊丹由紀美 蘭堂智惠理 青木真美                                                                | 國語     | 中視           |                                                        |
| 2006     | 幸運女神                          | 兀兒德 佩歐絲 三嶋沙夜子 瑪拉                                                                                             | 國語     | Animax         |                                                        |
| 2007     | 寶可夢鑽石&珍珠                   | 神奇寶貝獵人J（ep.20、45）                                                                                                | 國語     | 中視           | 群英社版本                                             |
| 2008     | 我愛美樂蒂                        | 夢野琴 藤崎真菜 弗蘭多 | 國語     | 卡通頻道       |                                                        |
| 2008     | 守護甜心                          | 邊里唯世 手毬 黑夜 繪琉 娜娜 山吹沙綾 冴木信子 姬川舞香 三條由佳里 撫子的母親 Zero 彌耶的母親 羅米羅 木崎都 櫻井優亞      | 國語     | 卡通頻道       |                                                        |
| 2008     | 童話槍手小紅帽                    | 鈴風草太 睡美人 桑度瑞拉 亞雷克道爾 莉莉 千繪 瑪琳                                                                        | 國語     | 東森幼幼台     |                                                        |
| 2008     | 幸運女神第二季                    | 兀兒德 佩歐絲 三嶋沙夜子 瑪拉                                                                                             | 國語     | Animax         |                                                        |
| 2009     | 魔女的考驗                        | 布蘭卡 凱蒂·繆 | 國語     | 卡通頻道       |                                                        |
| 2009     | 創聖機械天使                      | 紅麗花 蘇菲亞·布蘭 李純                                                                                                   | 國語     | 龍祥時代電影台 |                                                        |
| 2009     | 天元突破 紅蓮螺巖                 | 羅修 布塔 奇揚 吉米 達莉（七年後） 麗迪 希貝拉 亞迪妮 那奇姆                                                              | 國語     | Animax         |                                                        |
| 2011     | 幸福精靈Fresh！                   | 伊絲 山吹尚子 由美 茱莉亞諾                                                                                               | 國語     | 東森幼幼台     |                                                        |
| 2011     | 笨蛋，測驗，召喚獸                | 木下秀吉 霧島翔子 藤堂薰 吉井玲                                                                                           | 國語     | Animax         | 領班                                                   |
| 2013     | 冰菓                              | 折木供惠 糸魚川養子 善名梨繪 入須冬實 江波倉子 十文字香穗                                                                 | 國語     | Animax         |                                                        |
| 2013     | Fate/stay night（命運／停駐之夜） | 藤村大河 美綴綾子 衛宮士郎（幼年） Rider                                                                                  | 國語     | 衛視中文台     | 與Animax版本不同                                       |
| 2013     | Fate/Zero                         | 愛麗絲菲爾·馮·艾因茲貝倫 間桐櫻 索拉烏                                                                                    | 國語     | 衛視中文台     |                                                        |
| 2014     | 酷妹當家                          | 二之宮真紀子 正牌天使 小守 小圓 堂島祥子 白鳥舞                                                                           | 國語     | 迪士尼頻道     | 與衛視中文台版本不同                                   |
| 2016     | 戰鬥陀螺 爆烈世代                 | 蒼井霸斗 | 國語     | 東森幼幼台     |                                                        |
| 2016     | Fate/stay night UBW               | 藤村大河 Rider 美綴綾子 冰室鍾 三枝由紀香 賽拉 愛麗絲菲爾·馮·愛因茲貝倫 露維亞瑟琳達·艾蒂菲爾德 衛宮士郎（幼年）          | 國語     | FOX            |                                                        |
| 2019     | 爆丸5星域爭霸                     | 空操彈馬 | 國語     | 東森幼幼台     |                                                        |
| 2019     | 炎炎消防隊                        | 茉希尾瀨 象日下部 亞羅 火代子黃 日影 優 妊神星 森羅(幼年時代) 噗哧噗哧 第5天使們 淺草的老婆婆                             | 國語     | Animax         | 領班                                                   |
| 2020     | 炎炎消防隊 貳之章                 | 茉希尾瀨 亞羅 妊神星 「第一柱」天照 噗哧噗哧 亞瑟的母親 武能登的母親 黑之女                                               | 國語     | Animax         | 領班                                                   |
| 2021     | 忍者亂太郎                        | 福富新兵衛 小雪 平瀧夜叉丸 團藏 笹山兵太夫                                                                                | 國語     | 中華電信MOD    | 第24季ep.1-42                                          |

- 《.hack//Roots（駭客//根源）》：B餐、嫣達、三郎
- 《大運動會》：坦雅、拉利
- 《天才寶貝》：榎木拓也
- 《北海小英雄》：小威
- 《布布恰恰》：媽媽※MOMO親子台版本
- 《妙妙魔法屋2》：土御門鹿男、洗刷刷、櫻女
- 《妖精狩獵者》：小宮山愛理
- 《妖精戰士》：艾爾克、克克魯
- 《忍者亂太郎》：福富新兵衛※衛視中文台/卡通頻道/華視/Animax版本，小雪、瀧夜叉丸※卡通頻道版本，食堂歐巴桑※卡通頻道/華視/Animax版本
- 《小叮噹》：小叮噹※錄影帶版本
- 《清秀佳人》：吉伯特‧布萊斯、瑪麗拉‧卡斯伯特
- 《幸運女神OVA》：蓓兒丹娣
- 《玻璃假面OVA》：白莎莉（姬川亞弓）、春日泰子、萬福軒老闆娘
- 《青澀花園》：折原薰、信夫真理子、奈奈子的媽媽
- 《南海奇皇》：島原魅波、喬耶魯
- 《小甜甜》：寶妮院長、小珮、阿德烈老奶奶、旁白※DVD版本
- 《偵探學園Q》：鳴澤數馬※台視版本
- 《甜蜜聲優》：田中、吉岡
- 《黑貓》：小托雷、艾基多娜、沙希、里昂、亞涅特、席爾菲、凱文、賽菲莉亞
- 《萬能文化貓娘》：晶子、龍之介
- 《電腦冒險記》：小肯
- 《夢幻天女》：千鳥、納涼
- 《學級王》：豬田
- 《鋼彈X》：加羅特
- 《徽章戰士》：麥特比
- 《鎗神》：米蕾
- 《幻龍記》：傑特
- 《靈異獵人》：龍堂和御
- 《成惠的世界》：七瀨香奈花、音無麗
- 《東京地底奇兵》：雪兒·梅賽亞、夏洛馬、高麗
- 《銀河天使》：薄荷·布拉曼修、諾麥德、梅琳
- 《小小備長炭》：煉炭、旁白
- 《美鳥伴身邊》：真行寺耕太、澤村凜
- 《薔薇少女特別版》：金絲雀、櫻田純、莎拉母
- 《金色琴弦》：天羽菜美
- 《愛你寶貝》：片倉鈴子
- 《戀愛占卜師》：結城飛鳥、春日部周子、辛西亞、黑澤梓
- 《植木的法則》：植木耕助
- 《花漾明星KIRARIN》：雲井佳澄、奶奶、藤堂吹雪、麻央、翼岬涉、田中英子、霧澤葵、風真宙人（幼年）※ep.53集起
- 《寶石寵物》：朝岡南、快樂魔女、薄荷、阿科爾
- 《格鬥美神 武龍（日语：格闘美神 武龍）》：曹春楊、八木惠
- 《料理偶像》：優莉
- 《惡作劇之吻》：入江紀子、小森純子、松本裕子
- 《深淵傳奇》：伊歐、莉古雷特
- 《寶石寵物 閃亮魔法學園》：沙羅、神內祐馬、茱蒂、桃莉斯汀、卡德麗娜、西邊洞窟的老婆婆、櫻萬里繪、櫻莫尼卡、佳娜德、吉塔那、貝莉朵、露娜、奈弗萊、阿貝妞、菲雅莉娜、名倉麻衣、尤里、凱雅、尼克、瑞琵絲、希露迪、沙坎、安潔拉
- 《龍龍與忠狗》：龍龍·達斯、愛麗娜·柯傑茲、保羅（波波）※TVBS-G版本
- 《宇宙兄弟》：南波母
- 《愛的小婦人物語》：伊麗莎白·馬區（貝絲）、美雅麗·柯蒂斯·馬區、洛利·羅倫斯
- 《排球少年!!》：日向翔陽
- 《徹之進》：徹之進

### 韓國動畫
- 《哈囉！小梅子》：金蘭香（小梅子媽媽）、崔善多（多多）

### 歐美動畫
- 《Ben 10》：凱文
- 《柏靈頓熊》：布朗太太、露西阿姨

### 特攝片
- 《爆龍戰隊暴連者》：今中笑里、翼龍、貞德（真幌）、本多沙也加（後期）、米開朗
- 《幻星神》：真田由佳、本宮麗香
- 《假面騎士555》：園田真理、Smart Lady、木村沙耶、上條晴子、鈴木照夫

### 日劇
- 《冷暖人間》：岡倉節子、高橋文子、小島真、本間常子、野田佐枝、野野下加津
- 《超人力霸王納克斯》：西條凪

### 韓劇
- 《2013麻辣一班》：申惠善、任貞秀
- 《沒關係，是愛情啊》：李葉子、世羅、車玉子、池恩秀、出版社總編
- 《貴婦的戰爭》：方正心、其夏的母親、柳華瑛
- 《女王之花》：馬熙羅、具良順
- 《最佳戀人》：韓雅晶、崔奎莉

### 美劇
- 《加油！桑妮》：桑妮

### 日本動畫電影
- 《網球王子劇場版：二人武士 The First Game》：龍崎堇
- 《網球王子劇場版附贈特別篇：跡部的禮物～獻給您的網王祭～》：龍崎堇、堀尾聰史、芝砂織
- 《生日快樂（日语：ハッピーバースデー 命かがやく瞬間）》：藤原靜代、濱本晶子、吉浦茂
- 《我的妹妹小桃子》：倉本由江、吉田健太
- 《龍貓》：小滿
- 《犬夜叉 跨越時代的思念》：珊瑚、桔梗、楓、琉璃、阿籬的媽媽
- 《犬夜叉 鏡中的夢幻城》：珊瑚、神無、桔梗
- 《犬夜叉 天下霸道之劍》：珊瑚、阿籬的媽媽
- 《犬夜叉 紅蓮的蓬萊島》：珊瑚、桔梗、淺蔥、奏姬
- 《琴之森》：丸山譽子、一之瀨怜子、雨宮奈美惠、金平大學、廣播員
- 《河童之夏》：上原康一
- 《跳躍吧！時空少女》：芳山和子、藤谷果穗、真琴母
- 《棄寶之島：遙與魔法鏡》：媽媽
- 《川之光》：達達
- 《歡迎光臨宇宙秀》：佐藤清、瑪莉、波吉母
- 《聲之形》：植野直花、石田美也子※領班
- 《溫泉屋小女將》：關峰子、田島悅子、池月世里子、葛羅莉‧水領(水領青子)
- 《幸運女神劇場版》：兀兒德、佩歐絲、三嶋沙夜子、瑪拉、長谷川空、愛蘭

### 歐美動畫電影
- 《原子小金剛》：賽因

### 海外電影
- 《賭博默示錄》：遠藤凜子